# المنظمة الدولية للقهوة
المنظمة الدولية للقهوة (بالإنجليزية: International Coffee Organization أو اختصارا ICO)‏ (بالفرنسية: Organisation internationale du café أو اختصارا OIC)‏ هي منظمة حكومية دولية تم تأسيسها في 1963 في لندن، وتجمع أغلب الدول المصدرة للقهوة، وكذلك المستوردين الرئيسيين لها.

تم تأسيس هذه المنظمة كنتيجة الاتفاق الدولي على القهوة في 1962 ولمدة 5 سنوات في نيويورك، والذي تم تمديده في 1968 و1976 و1983 و2007.

في أبريل 2015، تتكون المنظمة من 40 دولة مصدرة، و6 دول موردة إلى جانب جميع دول الاتحاد الأوروبي كمورد أيضا.

المدير التنفيذي للمنظمة هو البرازيلي روبيرو أوليفيرا سيلفا منذ 1 نوفمبر 2011.

المنظمة تضمن تبادل المعلومات وتنسيق السياسات بين أعضائها.

## الأعضاء

### المصدرين
| - أنغولا - بوليفيا - البرازيل - بوروندي - الكاميرون - كولومبيا - كوستاريكا - ساحل العاج - كوبا - الإكوادور - إثيوبيا - الغابون - غانا | - غواتيمالا - هندوراس - الهند - إندونيسيا - كينيا - ليبيريا - مدغشقر - مالاوي - المكسيك - نيكاراغوا - أوغندا - بنما - بابوا غينيا الجديدة - باراغواي | - الفلبين - جمهورية إفريقيا الوسطى - رواندا - السلفادور - سيراليون - تنزانيا - تايلاند - تيمور الشرقية - توغو - فيتنام - اليمن - قالب:زمبيا - زيمبابوي |

### الموردين
| - الولايات المتحدة - روسيا - النرويج - سويسرا | - تونس - تركيا - الاتحاد الأوروبي |

## المدير التنفيذي
- 1 نوفمبر 2011 - الآن:  روبيرو أوليفيرا سيلفا.

## مقالات ذات صلة
- قهوة

## روابط خارجية
- الموقع الرسمي.